# 早坂ひめ
早坂 ひめ（はやさか ひめ、2002年〈平成14年〉6月3日  - ） は、日本のAV女優 。大阪府出身。ティーパワーズ所属。

## 経歴
ティーパワーズ に所属し2024年1月30日にエスワン より専属デビュー。
2023年4月にAV女優になると決意し「〇〇日後にAVデビューする人」 としてTikTokを始めた。始めた時にはメーカーも事務所も何も決まっていなかった｡デビューの158日前から事務所，メーカーが決まりメーカーの了承を得たことから日数のカウントダウンをおこない始めた｡X(旧Twitter)にも投稿を行い、始めた当初からフォロワーが3万くらいいた。AV女優になった理由は「エッチが好きだったから」。
2023年12月18日～12月24日の集計期間で FANZA 通販フロア週間AVランキングにおいてデビュー作の『 新人NO.1STYLE ○○日後にAV女優になる人（@o._.ohime）早坂ひめAVデビュー』のBlu-rayが 5位を獲得 。12月25日〜12月31日においてもBlu-rayが7位，DVDが4位を獲得 。2024年1月20日〜1月26日のFANZA単体作品週間ランキングにおいて1位を獲得｡
2024年2月10日〜2月16日のFANZA VR動画 週間ランキングにおいて『【VR】VR NO.1 STYLE＜早坂ひめ＞解禁 デビューから20日後、VRデビューする人 噂のカウントダウン美少女、早坂ひめを紹介します。』が6位を獲得 。
『月刊FANZA』5月号のHATUMONOにインタビューとレビューが掲載され、くろがね阿礼より『2024年が終わる日には「日本一シコい顔」と呼ばれるだろう』と論評された。
3月26日発売の初イメージビデオ作品『ALL NUDE 早坂ひめ』  が2月19日〜2月25日のFANZA通販フロア週間AVランキングにおいてBlu-ray で4位を獲得 。
3月26日発売のアサヒ芸能 2024年4月4日号で『Z世代のエロプリンセス』として撮影LUCKMANのもとグラビアが掲載される｡
4月19日に1st写真集『First Princess』がジーオーティーより発売された｡撮影場所はタイで行われ、同時に3月27日に発売された『ALL NUDE 早坂ひめ』の撮影も行われた｡
4月27日に1st写真集『First Princess』のイベントが書泉ブックタワーで行われた｡
2024年4月22日～4月28日の集計期間でFANZAレンタルフロア週間AVランキングにおいて同年1月発売の『新人NO.1STYLE ○○日後にAV女優になる人（@o._.ohime）早坂ひめAVデビュー』が8位にランクアップした｡4月29日〜5月5日のランキングで更に4位にランクアップ｡
週刊プレイボーイ 2024年5月6日号の『今後のAV界を担う10人の逸材!!新人ネクストブレイクAV女優』の1人に選ばれる｡
週刊大衆2024年6月17日号にてグラビアが掲載｡
エスワン・MOODYZ ・アイデアポケット・kawaiiのAVメーカーが2024年8月9日から8月11日の期間、TRE台北国際成人展 2024に共同ブースを設け、ファンとの交流イベントに参加する専属女優8名の女優の1人に選ばれる 。また9月9日に東京・三軒茶屋グレープフルーツムーンで開催されたMilky Pop Generation主催の音楽イベント『月で逢いましょう vol.102 ニューカマースペシャル』に海老咲あお、神楽ももかと共に出演。早坂は「相思相愛」（aiko）、「春風」（Rihwa）
「SAYONARA MAYBE」（NOMELON NOLEMON）のカバーを披露した。
ForAver No.76 女優撮影会 〜早坂ひめ〜が台湾にて10月18日から20日に、1対1の撮影と5回のグループ撮影会が、開催された。
同年11月4日週FANZA通販フロアランキングにて、出演した『S1 PRECIOUS GIRLS 2024 オールスター24名大集合ハーレムアイランドSpecial』が初登場1位にランクイン。11月11日週では同作が1位。DVD版も3位ランクイン。
2025年4月7日、東京・三軒茶屋グレープフルーツムーンで開催した『月で逢いましょう vol.116』に出演し、自身初のワンマンライブを行った。
同年7月21日週FANZAレンタルフロアランキングで『1週間あの手この手で媚薬を擦り込み続けた ギリギリミニスカ女子●生のあこがれの股間が 遂に今日、緩み、開き…効果絶大ー。』が3位にランクイン。同作は同年7月28日週ランキングでも3位を維持した。

## 人物
- 趣味は旅行とTikTokで特技はどこでも寝れること[1]。歯医者の治療中や電車で立ったまま吊皮を持って寝たり、犬の散歩中に歩きながら寝たこともある[5]。
- 中学から高校に進学する春休みに同級生の彼氏と初体験をした。デビュー作では初体験を14歳と言っていたが、15歳の間違いだった。またSEXは男を喜ばせる為の行為だと思っていた[28]。
- エスワンの面接時にTikTokを見ているスタッフがおり「あっ、TikTokの子だ！」となった。エスワン側も他メーカーが宣伝の為にやらせていると思っていたが、この時点でメーカーは決まっておらず、エスワン側も興味を持っていたことからエスワン専属が決まった[3]。また早坂自身も三上悠亜などAVを見ていない層にも名前が知れ渡っている女優がいるイメージからS1がいいと思っていた[4]。
- S1の先輩女優であるmiruのように女性からも愛される女優を目標としている。またS1専属以外では桃園怜奈、伊藤舞雪を好きな女優として挙げている[4]。
- パクチーは食べられないと思っていたが、撮影で行ったタイで食べて好きになり日本でも食べている[15]。
- AVライターのくろがね阿礼は「表情がとてもシコいので、キス顔、舐め顔、イキ顔と、どれもオカズに最適」、さおりは「作品を重ねるごとにどんどん性感が覚醒されてきている」と論評している[18]。

## 作品
◎はBD版発売作品。

### アダルトビデオ
- 新人NO.1STYLE ○○日後にAV女優になる人（@o._.ohime）早坂ひめAVデビュー（1月30日、S1 NO.1 STYLE）◎
- デビュー30日後の大絶頂オーガズム 初イキッ! 顔射! 3P! 大解禁SP 早坂ひめ（2月27日、S1 NO.1 STYLE）◎
- 交わる体液、濃密セックス 完全ノーカットスペシャル 早坂ひめ（3月26日、S1 NO.1 STYLE）◎ [18]
- 激イキ143回! 痙攣6100回! イキ潮2900cc! 新世代の超新人 エロス覚醒 大・痙・攣スペシャル 早坂ひめ（4月23日、S1 NO.1 STYLE）◎
- 人生初禁欲! 30日後にSEXで大絶頂する早坂ひめアドレナリン全開ガチイキ求愛オーガズム交尾（5月28日、S1 NO.1 STYLE）
- 彼女の妹は有名 Ti●●oker SNSでいつも見ていたひめちゃんに痴女られ弄ばれ、仕事も行かずにひたすらヤリまくった彼女不在の2日間の記録。 早坂ひめ（6月25日、S1 NO.1 STYLE）
- 射精直後も思わずビンビン超密着甘とろ愛情ご奉仕で勃起が止まらない完全連射メンズエステ 早坂ひめ（7月23日、S1 NO.1 STYLE）
- おじさん、私といっぱいチューしない？可愛い女の子が中年オヤジに下品に舌を絡ませる唾液まみれの濃厚ベロキス性交 早坂ひめ（8月27日、S1 NO.1 STYLE）
- 新卒女子、暴走イキ。デカチン・媚薬・性感エステで感度最高潮…!! イッてもやめないキメセク追撃で、エビ反り、飛び跳ね、宙に浮く! 早坂ひめ（9月24日、S1 NO.1 STYLE）
- 彼氏が残業中も、外回り中も、出張中も… 私は大嫌いな中年課長に大股を開いて舐め濡らされドンピシャチ●ポに喘いでいます… 早坂ひめ（10月22日、S1 NO.1 STYLE）
- バズりたくて…おま●こまで動画投稿されちゃったZ世代の女子●生 早坂ひめ（11月26日、S1 NO.1 STYLE）
- S1 PRECIOUS GIRLS 2024 オールスター24名大集合ハーレムアイランドSpecial （12月10日、S1 NO.1 STYLE）[29][30][31] ◎
- わざとお風呂を覗かせてくるズルくてエッチな妹 早坂ひめ（12月24日、S1 NO.1 STYLE）

- 新人のくせにツンツンした後輩女子社員と出張先でまさかの相部屋に泊まり…す・る・と! 翌朝にはデレデレで挿れて欲しそうに甘えてきて… 早坂ひめ（1月28日、S1 NO.1 STYLE）[32]
- 愛をもって童貞卒業させます！裏表のない性格がめっちゃイイ早坂ひめが即勃起する絶倫チ●ポを優しく超スケベに痴女ってM男に覚醒させちゃう 1日 計10発 筆おろしデリバリー（2月25日、S1 NO.1 STYLE）
- エスワン20周年記念 AV業界史に残る最強タッグ作品 顔面偏差値No.1の女子生徒たちがヌキハメ放題で来場者を満足させてくれるエスワン学園射精祭（3月11日、S1 NO.1 STYLE）[33][34] ◎
- 1週間あの手この手で媚薬を擦り込み続けた ギリギリミニスカ女子●生のあこがれの股間が 遂に今日、緩み、開き…効果絶大ー。 早坂ひめ（3月25日、S1 NO.1 STYLE）
- 彼女が地元で開業した脱毛サロンに巨漢DQN先輩が初来店したときの施術話 早坂ひめ（4月22日、S1 NO.1 STYLE）
- エスワン20周年記念 AV業界史に残る最強タッグ作品 世界トップクラスの美女に囲まれて柔らか艶肌むぎゅむぎゅ超密着！スッキリ連続射精！キス、乳首、股間…性感帯シンクロ同時責め【主観】あなただけの性処理専門全裸メイド倶楽部（5月27日、エスワン）
- 「ざぁ～こ ざぁ～こ」 陽キャマセガキのクセに 耳ゾクゾク囁き誘惑とニタニタ焦らし騎乗位がめっちゃエロくて 結局射精しちゃうボクはダメな先生です… 早坂ひめ（5月27日、エスワン）
- おっぱい出すだけの簡単なお仕事です。 に応募してみた 「乳出すだけで稼げるなんてチョロw」って思ってた私 早坂ひめ（6月24日、エスワン）
- エスワン20周年記念 AV業界史に残る最強タッグ作品 1×18。AVメーカーS1所属の新人ADの俺は、最高セクシー女優様たちにこっそりシコられ、ハメられ、エロいことに巻き込まれる、AV職場ラッキーSEX (7月22日、S1 NO.1 STYLE）◎
- 「ほらほら～ザーメン出るとこ見せてくださいよ～」ニヤニヤ楽しそ～に射精までお世話してくる年下の小悪魔マネージャー 早坂ひめ (7月22日、S1 NO.1 STYLE）◎

### アダルトVR
- VR NO.1 STYLE ＜早坂ひめ＞解禁 デビューから20日後、VRデビューする人 噂のカウントダウン美少女、早坂ひめを紹介します。（2月13日、S1 NO.1 STYLE）
- 笑って、はっちゃけて、キスして、エッチして… 早坂ひめの笑顔も、Gcupおっぱいも完全独占! イチャイチャ究極同棲VR（6月8日、S1 NO.1 STYLE）
- 父の再婚相手の連れ子はSEXが天才すぎるあざと姉妹で… 僕の童貞チ●ポを奪い合うハーレム新生活 川越にこ 早坂ひめ（9月25日、S1 NO.1 STYLE）

- 教え子のけしからん早熟Gcupおっぱい誘惑に負けたボクは校内でこっそりスリルに溺れる禁断背徳性交 早坂ひめ（1月19日、S1 NO.1 STYLE）

### イメージビデオ
2024年
- ALL NUDE 早坂ひめ（2024年3月27日、Aircontrol）◎
- Hime Princess on vacation・早坂ひめ（2024年11月7日、REbecca）◎

### 写真集
- 早坂ひめ1st写真集『First Princess』（2024年4月19日､ジーオーティー、撮影：LUCKMAN）ISBN 978-4-8236-0649-6

### デジタル写真集
2024年
- 早坂ひめ ひめはじめ（9月27日、徳間書店、撮影：LUCKMAN）
- 早坂ひめ IN MY DREAM vol.1 週刊現代デジタル写真集【プレミアムヌードシリーズ】（9月27日、講談社、撮影：吉場正和）
- 早坂ひめ IN MY DREAM vol.2 週刊現代デジタル写真集【プレミアムヌードシリーズ】（2024年9月27日、講談社、撮影：吉場正和）
- 早坂ひめ IN MY DREAM vol.3完全版 週刊現代デジタル写真集【プレミアムヌードシリーズ】（9月27日、講談社、撮影：吉場正和）
- 早坂ひめ写真集「秘めたる想い」（10月18日、集英社、撮影：東京祐）[35]

## 製品

### カレンダー
- 早坂ひめ 2025年カレンダー（2024年10月26日、トライエックス）
- 卓上 早坂ひめ 2025年カレンダー（2024年10月26日、トライエックス）

## 出演

### テレビ
- 月ともぐら（2024年5月24日-7月12日、テレビ東京)
- もう!バカリズムさんの超H! （2024年2月26日、 #50 、フジテレビONE)

### ラジオ
- KalatLunch（2024年9月12日、渋谷クロスFM）アシスタントMC

### WEB配信
- カチコチTV（2024年11月22日#203・29日#204、FANZA TV）

### 音楽イベント
- 月で逢いましょう vol.102 ニューカマースペシャル（2024年9月9日、東京・三軒茶屋グレープフルーツムーン）[21]
- ミルジェネ「Sweet Memories 2024」（2024年11月6日、東京・新宿ReNY）
- 月で逢いましょう vol.116（2025年4月7日、東京・三軒茶屋グレープフルーツムーン）※自身初のワンマンライブ[25]。